# Ripsima
Ripsima ou Ripsímia (em armênio/arménio:  Հռիփսիմէ, em grego:  Ριψιμιά; século III, Roma, Império Romano - c. 290, Valarsapate, Grande Armênia), ainda conhecida como Arsema (em 
ge'ez: አርሴማ) entre os etíopes, foi uma mártir de origem romana. Ela e suas companheiras no martírio são veneradas como alguns dos primeiros mártires cristãos da Armênia.

## Biografia
Segundo a lenda, Ripsima possivelmente era de origem nobre. Ela pertencia a uma comunidade de virgens em Roma, totalizando 35 sob a liderança de Gaiana. Ela era conhecida por ser extremamente bela e atraiu a atenção de Diocleciano. Para evitar os seus avanços ela, juntamente com a sua comunidade, fugiu da cidade, indo primeiro para Alexandria antes de se estabelecer em Valarsapate. Os vários relatos de seu martírio divergem neste ponto. Uma história indica que Ripsima foi novamente notada pela sua beleza, desta vez pelo rei Tirídates III, que passou a persegui-la. Ao ser apresentada a ele, ela recusou seus avanços e foi punida sendo assada viva. Gaiana foi então condenada à morte pelos soldados de Tirídates, assim como todos os membros da sua comunidade, exceto Nuna (ou Marina), que mais tarde foi missionária na Geórgia e, como Nina, é elogiada como a fundadora da Igreja Ortodoxa Georgiana.
Outra versão dos Atos da Santa indica que, ao descobrir o paradeiro de Ripsima, Diocleciano enviou uma carta a Tirídates insistindo que ele a mandasse de volta ou a tomasse para si. Os servos do rei a encontraram entre suas companheiras, descritas como freiras, e instaram-na a seguir seus desejos. Ela respondeu que não poderia se casar porque estava noiva de Jesus Cristo, assim como as outras. Com isso, uma voz do céu foi ouvida, dizendo: “Seja corajosa e não tema, pois estou com você”. Após isso, Tiridates ordenou que Ripsima fosse torturada; sua língua foi cortada, seu estômago aberto e ela ficou cega antes de ser morta. Seu corpo foi então cortado em pedaços. Inspiradas pelo seu exemplo, Gaiana e duas outras freiras submeteram-se a um tratamento semelhante antes de serem decapitadas. O resto da comunidade foi morto à espada, seus corpos jogados aos animais para serem comidos. Supostamente, Tirídates e seus soldados foram punidos por Deus por suas ações; os soldados foram assolados por demônios e começaram a agir como animais selvagens, correndo pelas florestas, roendo-se e rasgando as roupas. A lenda afirma que o rei foi transformado em javali por suas ações e teve que ser salvo pela intervenção de Gregório, o Iluminador. Esses relatos são provavelmente altamente ficcionais; praticamente a única coisa certa sobre a história de Ripsima é que ela e suas companheiras foram, de fato, martirizados na Armênia por volta de 290.

## Festa litúrgica
Na tradição católica, Ripsima e suas companheiras são comemoradas com uma festa em 29 de setembro;  a Igreja Ortodoxa na América as comemora em 30 de setembro. A Igreja Apostólica Arménia recorda Ripsima e as suas companheiras no dia 4 de Junho; Gaiana e suas companheiras são comemoradas separadamente, no dia 5 de junho.

## Veneração na Etiópia
Santa Ripsima é um dos santos mais venerados na Etiópia. Ela é conhecida como "Arsema" (አርሴማ) pelos cristãos ortodoxos etíopes. Atualmente existem três igrejas e mosteiros bem conhecidos com o seu nome na Etiópia. Entre as igrejas, a mais antiga fica em uma das ilhas do Lago Tana. Existem muitos ícones antigos na igreja que retratam como ela foi martirizada por Tirídates III (Dirtadis nas línguas etíopes) e como o cruel rei foi transformado em fera após matá-la. Há peregrinação anual de cristãos etíopes a esta igreja em janeiro. Há também canções cristãs elogiando sua fé e seu martírio. O livro intitulado Gedle Arsema, que significa "A Vida de Arsema", é encontrado em quase todas as livrarias espirituais da Etiópia. Sua história é contada no Synaxarium etíope no dia 29 de Mäskäräm (que equivale a 26 ou 27 de setembro no calendário juliano, e 9 ou 10 de outubro no calendário gregoriano) que coincide com a data do martírio da santa.

## Legado
Em homenagem a santa, Ripsima continua sendo um nome feminino bastante comum na Armênia, assim como suas variantes; da mesma forma, Arsema é um nome muito popular entre os cristãos etíopes e eritreus.